# Захаров, Сергей Борисович
Сергей Борисович Захаров (род. 4 августа 1964, Омск) — советский и российский футболист, защитник.
Старший брат игрока в хоккей с мячом Виктора Захарова.
Воспитанник СК «Красная Звезда» (Омск), первый тренер Б. Д. Рыжинский. Карьеру провёл в низших лигах первенств СССР и России, выступая за команды «Иртыш» Омск (1981—1989, 1994—1995), «Металлист» Петропавловск (1989—1991), «Аган» Радужный (1992—1993), «Самотлор-XXI» Нижневартовск (1996—1998).
21 мая 1992 года провёл один матч в чемпионате Казахстана за «Металлист».
Играл на первенство области и Омска за «Спартак-ОША». В 2000—2011 годах работал в СДЮСШОР «Иртыш», отделение «Энергия», затем — учитель физкультуры в школе.

## Достижения
- Выход в первую лигу (1983)